# NGC 7410
NGC 7410 ist eine Balken-Spiralgalaxie mit aktivem Galaxienkern vom Hubble-Typ SBa im Sternbild Kranich am Südsternhimmel. Sie ist schätzungsweise 78 Millionen Lichtjahre von der Milchstraße entfernt und hat einen Durchmesser von etwa 120.000 Lichtjahren. Wahrscheinlich bildet sie mit NGC 7404 ein garavitativ gebundenes Galaxienpaar.
Die Typ-Ia/P-Supernova SN 2014ba wurde hier beobachtet.
Das Objekt wurde am 14. Juli 1826 von dem schottischen Astronomen James Dunlop entdeckt.